# 朱尊𠍀
朱尊𠍀（？—1655年1月26日），明朝宗室、南明軍事人物。

## 生平
朱尊𠍀是明太祖朱元璋的十世孫，遠安王朱貴燮的後裔；崇禎十五年（1642年）十二月李自成攻陷荊州，他跟隨惠王朱常潤到衢州，又轉至紹興，住在陳潛夫家中，獲薦授監紀推官。隆武二年（1646年）紹興失守，他逃到徑山改名呂巨源，又稱舟山和尚、老師太。之後他遇上黃岳，給與敕印盛貴、沈良等人；但沈良打算殺死朱尊𠍀，得俞子久迎接到其家。朱尊𠍀妻子雷氏、兒子某依附之俞子久，而盛貴也改名蔣四知跟從。永曆八年（1654年），朱尊𠍀在海寧造遠安王符印，計劃起兵；十二月時事情洩露，他和盛貴被抓獲到杭州，他說：「忠不成忠，孝不成孝，我沒有顏面見二祖列宗。」大罵而死；同謀起事的朱秋佳、李近仙杖刑，王潛夫、高介甫、李大吾、官孫、戴文祥、鄭應奇逃走，而蔣五、章賢、王匾匠死在獄中。

## 引用
1. 1 2  錢海岳《南明史·卷四·本紀第四》：（永曆八年十二月）乙亥，……推官朱尊𠍀謀起兵海寧，死之。
2. 1 2  錢海岳《南明史·卷二十七·列傳第三》：尊𠍀，遼遠安王裔，太祖十世孫。荊州陷，隨惠王常潤至衢州，轉紹興，主陳潛夫家，薦授監紀推官。紹興亡，走徑山，改姓名呂巨源，又稱舟山和尚、老師太。遇黃岳，以敕印與盛貴、沈良等。良欲殺尊𠍀，俞子久迎至其家。尊𠍀妻雷、子某依之。貴亦改名蔣四知，從之。
3. ↑  錢海岳《南明史·卷二十七·列傳第三》：永曆五（八）年，在海寧造遠安王印，謀起兵。十二月，事洩，尊𠍀、貴被執至杭州。尊𠍀曰：「忠不成忠，孝不成孝，無顏見二祖列宗。」大罵死。朱秋佳、李近仙杖，王潛夫、高介甫、李大吾、官孫、戴文祥、鄭應奇走，蔣五、章賢、王匾匠死獄中。